# Indoprofen

Strukturformel

Indoprofen är ett läkemedel av NSAID-typ. Det verkar på samma sätt som andra läkemedel i gruppen: smärtstillande, antiinflammatoriskt och febernedsättande. 
Inga läkemedel med substansen finns för närvarande på marknaden då medlet drogs in efter att i slutet av 1980-talet visat sig kunna orsaka inre blödningar.